# Estádio Nelson Medrado Dias
O Nelson Medrado Dias, mais conhecido como Estradinha, é um estádio de futebol brasileiro localizado em Paranaguá, cidade o litoral do Estado do Paraná. O estádio pertence ao Rio Branco Sport Club.

## História
Inaugurado em 12 de junho de 1927, neste dia o Rio Branco S.C. recebeu o Clube Atlético Paranaense num jogo amistoso. O primeiro gol anotado no estádio foi de Ary, jogador do time curitibano que venceu a partido por 5 x 1.
Por problemas estruturais, nos último anos o local serve apenas para o treinamento do time, sendo que o estádio das partidas oficiais é o "Caranguejão" (estádio Fernando Charbud Farah, da prefeitura).
O recorde de público ocorreu na semifinal do Campeonato Paranaense de 2000, no dia 27 de maio de 2000,[carece de fontes?] quando o Rio Branco recebeu o Coritiba Foot Ball Club. Neste jogo o time da casa foi derrotado por 4 x 1, com a presença de 15.000 torcedores, graças a instalação de arquibancadas tubulares.

### Denominação
Seu nome é uma homenagem ao idealizador do estádio, Nélson Medrado Dias, que desde 1924 lutava para a construção sair do papel, já que o campo de futebol em que o Rio Branco mandava seus jogos foi um terreno doado pelo então prefeito Caetano Munhoz da Rocha. Anos depois, a prefeitura solicitou o terreno para a construção de uma escola (este terreno é, atualmente, a Praça João Gualberto). Com isso o Rio Branco estabeleceu-se num campo na antiga "estrada das colônias" (atual Alameda Coronel Elísio Pereira), motivo pelo qual ganhou o apelido de "Estradinha", mesmo antes da inauguração do estádio.

### Capacidade
O Estradinha já comportou até 8.500 torcedores, mas na atualidade, caso venha receber algum jogo oficial, a CBF ou a Federação local permitem 3.000 torcedores, sendo que a capacidade oficial é de 4.000 pessoas.